# Затока Баллута

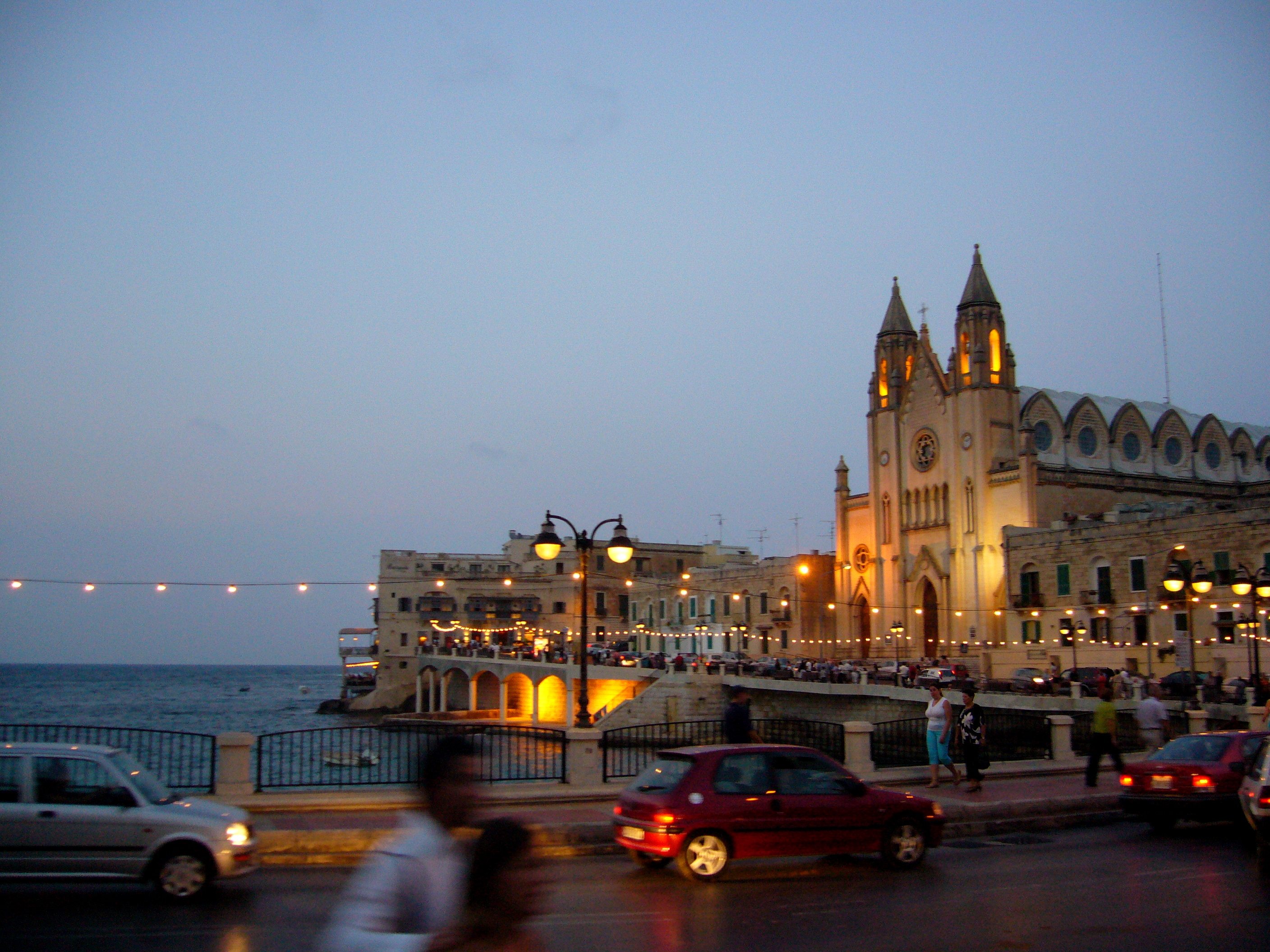

Затока Баллута — затока на північно-східному узбережжі Мальти в межах острова Сент-Джуліані. Це популярне місце відпочинку, яке використовується для плавання, дайвінгу та водних видів спорту, з трикутною площею, оточеною кафе та затіненою Юдиними деревами. Уздовж узбережжя бухти проходить набережна з безліччю барів і ресторанів. Над його горизонтом домінують неоготична парафіяльна церква кармелітів і будівлі Баллута в стилі модерн, які є багатоквартирними будинками на східному березі, а також скупчення терасових таунхаусів у місцевому варіанті архітектури в грузинському стилі. На південному березі затоки Баллута розташований готель Le Méridien St. Julian's, побудований на території, що оточує віллу Кассар Торреджані XVIII століття.